# Weißes Haus (Irkutsk)

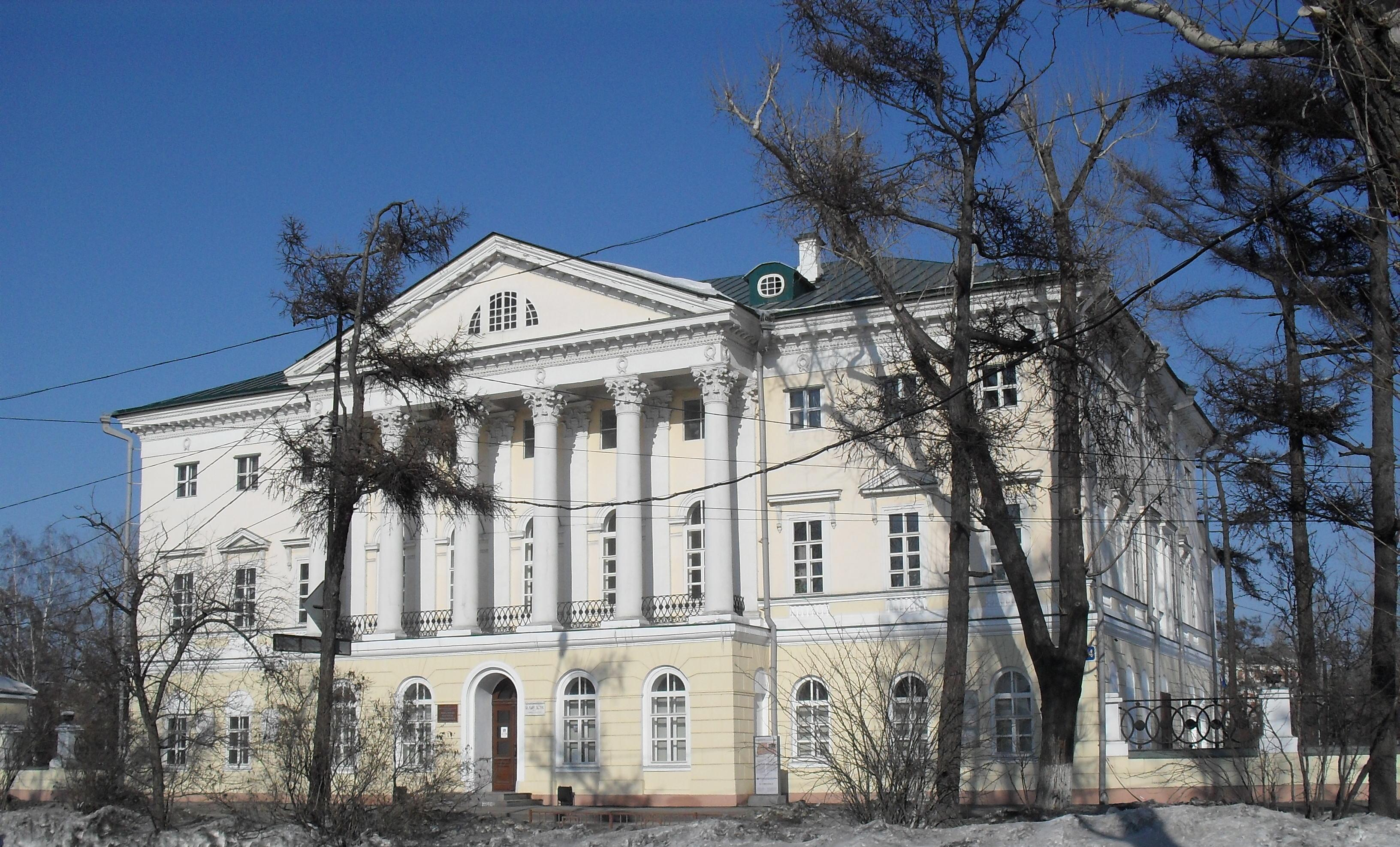
Weißes Haus von Irkutsk, 2012

Das Weiße Haus von Irkutsk (russisch Белый дом Bely dom), auch als Sibirjakow-Palast bekannt, beherbergt seit 1918 die Staatliche Universität Irkutsk und ist seit 1974 Objekt des kulturellen Erbes Russlands.

## Geschichte

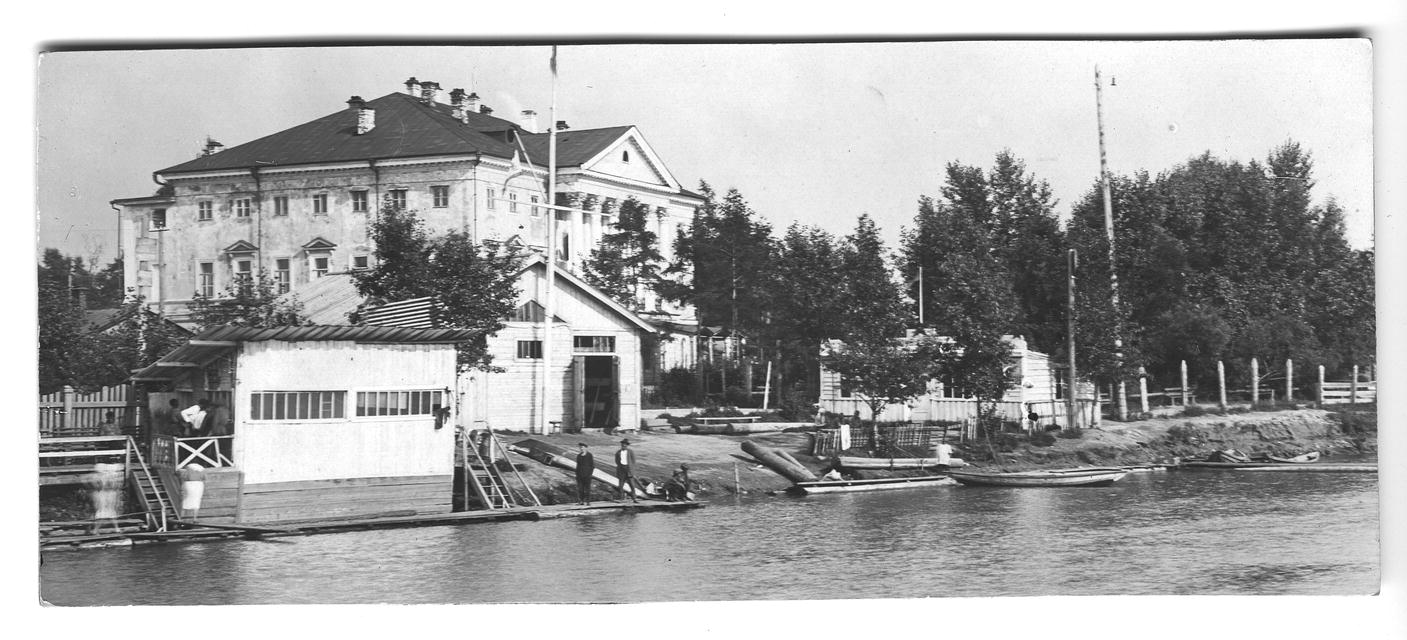
Sibirjakow-Palast an der Angara um 1910

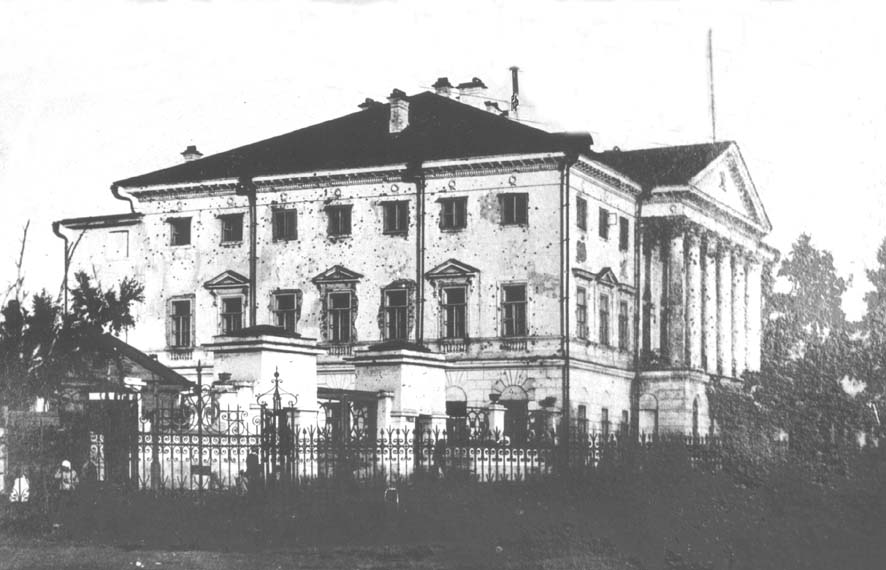
Das Weiße Haus nach der Belagerung im Dezember 1917

Es wurde 1800 bis 1804 am Angara-Damm vom Michail Wassiljewitsch Sibirjakow und Ksenofon Michailowitsch Sibirjakow als Herrenhaus der Familie im Stil des russischen Klassizismus gebaut und befindet sich auf dem Bulvar Gagarina 24.
Im Jahr 1832 wurde das Haus von der Stadtduma mit 262 Tsd. Rubel bewertet. 1837 verpachtete die Tochter von Xenofon Mikhailowitsch, Alexandra Xenofontowna, den Herrensitz an die Stadt. Im Frühjahr desselben Jahres zog der Generalgouvaneur von Irkutsk in das Weiße Haus, das fortan als Residenz der Generalgouvaneure Ostsibiriens diente und Ort von Staatsbesuchen war.
Mit Beginn der Februarrevolution 1917 stand das Weiße Haus bis Oktober leer. Nach der Oktoberrevolution 1917 wurde es zum Symbol des revolutionären Kampfes und der Errichtung der Sowjetmacht in Irkutsk. Dort wurden das Allrussische Zentrale Exekutivkomitee, das Hauptquartier der Roten Garde und ein militärisches Revolutionskomitee (siehe auch Petrograder Sowjet) sowie die Redaktion der Zeitung Центросибирь untergebracht. Das Haus beherbergte über 150 Personen. Vom 8. bis 16. Dezember 1917 wurde es belagert. Während der revolutionären Ereignisse wurde es in Irkutsk auch Weiße Festung (russisch Белой крепостью) genannt.
Mit der Unterbringung der 1918 gegründeten Staatlichen Universität Irkutsk durch einen Pachtvertrag kehrte das Gebäude in die ursprüngliche Spiritualität zurück, die dieses heute durch die Unterbringung der wissenschaftlichen Bibliothek der Universität mit einer einzigartigen Sammlung seltener Bücher, Manuskripte und verschiedener Veröffentlichungen sowie einiger Institute nutzt.

## Architektur
Das Weiße Haus wurde vom in Russland lebenden italienischen Architekten Giacomo Quarenghi (1744–1817) entworfen, welcher über Jekaterina II. sowie ihren Nachfolgern Pawel I. und Alexander I. mit dem Entwurf mehrerer repräsentativer Gebäude wie der Eremitage in St. Petersburg, den Alexanderpalast, dem Smolny-Institut, dem Anitschkow-Palais sowie einem Flügel des Katharinenpalasts beauftragt worden ist.
Das Weiße Haus ist ein ikonisches Gebäude und ein Symbol für Schlüsselmomente in der Geschichte von Irkutsk. Die Chronik seiner Existenz ist voll von Ereignissen, die mit Namen und Schicksalen von Menschen verbunden sind, die das Leben der Stadt maßgeblich beeinflusst haben. Das Erscheinen eines privaten Steinhauses in einem für Irkutsk sehr seltenen Baustil des Klassizismus hat an sich schon eine symbolische Bedeutung. Dieser Stil in Kunst und Literatur spiegelte bestimmte Veränderungen und Stimmungen in der russischen Gesellschaft wider.
Die Größe des Anwesens wird im Grundbuch mit einem Flurstück von 89,01 × 132,59 Meter angegeben. Die gesamten Baukosten werden mit rund 150 Tsd. Rubel beziffert. Der steinerne Flügel das Hauses misst 39,32 Meter in der Länge, 8,23 Meter in der Breite und 3,66 Meter in der Höhe; die Säulen sind 7,14 Meter hoch. Das Haus selbst ist 39,63 Meter lang, 27,37 Meter breit und 11,89 Meter hoch.
Obwohl das Haus abseits des zentralen Teils des damaligen Irkutsk gebaut wurde, wurde es zu einer Art kulturellem Zentrum der Stadt. Nach und nach entstand in den 1870er Jahren um das Haus der Sibirjakows ein neues Verwaltungs- und Kulturzentrum der Stadt, bis in den 1900er Jahren der heutige Gagarin Boulevar entlang der Angara gebildet wurde. In den 1820er Jahren wurden im Rahmen von Umbauarbeiten ein steinernes Nebengebäude und ein Hofraum mit Gemüsegarten errichtet.

### Erste Beschreibung des Hauses 1821

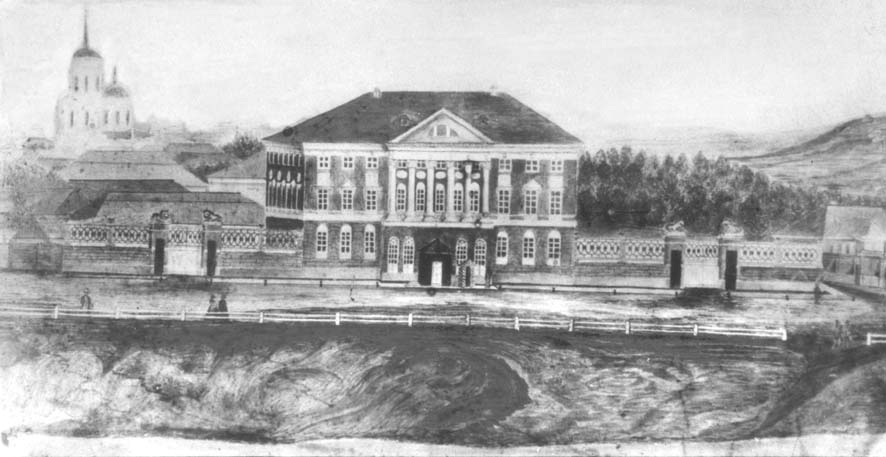
Das Weiße Haus um 1840–1850

In dem Gutachten Steinhaus der 1. Zunft der Sibirjakow-Kaufleute, das vom Provinzarchitekten Jakow Krutikow erstellt wurde, ist die erste Beschreibung des Hauses und des Anwesens zu finden:
Das Hauptgebäude aus Stein ist dreistöckig. Gruben für das Fundament des Hauses wurden 4 bis 5 Arschin (2,84 bis 3,55 Meter) in die Tiefe gegraben. An vielen Stellen wurde das Fundament von Anfang an aus Grundsteinen gelegt und der Rest des Raumes mit großen Pflastersteinen und Platten ausgefüllt. Das Fundament wurde mit Kalkmörtel verschüttet. Der Sockel besteht aus großen grauen Steinen in zwei Reihen, darauf sind Mauern aus 3,5 und 2,5 Ziegeln errichtet. Alle Hauptwände sind mit doppelten Eisenankern ausgestattet. Das Gebäude hat einen Balkon und sechs Säulen der komplexen Ordnung. Die Gesimse und alle Simse sind aus grauem Stein. Der obere Teil des Balkons und die Gesimse ringsum sind mit eisernen Befestigungen versehen. Das Haus hat zwei große Keller und einen kleinen. Auch ihre Wände und Gewölbe waren aus grauem Stein. Abgesehen von diesen Kellern bestand der restliche Raum des Gebäudes aus Wohnräumen und deren Zubehör. Die Außen- und einige Innentüren stehen auf Eisensockeln. In der unteren Etage wurden Eisenstangen in die Fenster gelegt. Das Dach ist mit Eisen gedeckt und mit Öl bemalt.
Neben dem Haupthaus verfügt das Anwesen über ein steinernes Nebengebäude auf einer Etage. Das Fundament des Gebäudes befindet sich in einer Tiefe von 2 bis 3 Arschin (1,42 bis 2,13 Meter), ist mit großen Kopfsteinpflastern bedeckt, mit Platten gepflastert und mit Kalk verschüttet. Der Sockel besteht aus großen grauen Steinen, auf denen Ziegelwände aus 3 und 2,5 Ziegeln errichtet sind. Alle Hauptwände haben doppelte Eisenanker in einer Reihe. Der Flügel hat zwei Keller mit Wänden und Gewölben aus grauem Stein, der Rest des Raumes wird von Kammern und Küchen eingenommen. Die Außentüren stehen alle auf Eisensockel. Das Dach ist mit Eisen gedeckt und mit Öl bemalt.
Es gibt auch Holzgebäude auf dem Anwesen. Dies ist eine Scheune mit fünf Querwänden und einer Galerie. Boden und Decke sind aus Holz. Das Dach ist ebenfalls Planke, mit vier Schrägen durch das Gesims, mit Nägeln, mit Ölfarbe bemalt. Ein weiteres Gebäude ist ein Holzgebäude, das einen Stall, einen Kuhstall und ein Lieferhaus beherbergt. Dieses Bauwerk hat auch eine Galerie. Boden, Decken und Dach aus Holz. Das Dach ist vier Schrägen durch das Gesims mit Nägeln, mit Ölfarbe bemalt. Neben den beschriebenen Objekten verfügt das Anwesen über einen Hofraum und einen Gemüsegarten. Das gesamte Gelände wurde mit einem Bretterzaun eingezäunt.

### Beschreibung des Hauses 1936

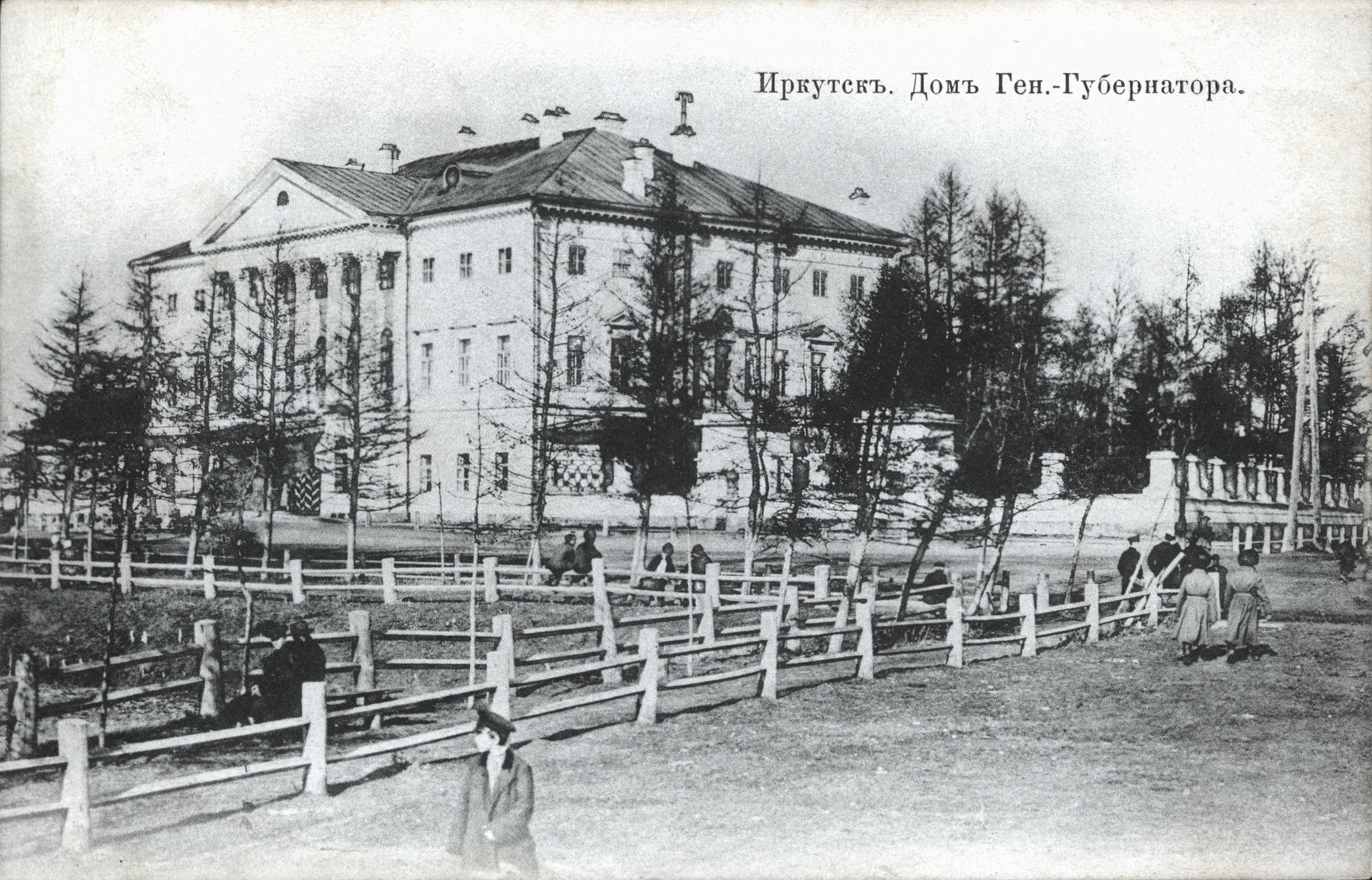
Das Weiße Haus um 1910

Wladimir Manassein schrieb in seinem 1936 verfassten Artikel Alt-Irkutsk (die Geschichte seines Baus und der antiken Denkmäler) über das Weiße Haus: „Das wichtigste Denkmal der Steinarchitektur der ersten Hälfte des 19. Jahrhunderts in Irkutsk ist die sogenannte Weiße Haus am Ufer der Angara. Es ist das ehemalige Haus des Generalgouverneurs von Irkutsk, wurde zwar inzwischen gelb gestrichen, behält aber noch den alten Namen Weiß. Das Weiße Haus ist ein ehemaliges Kaufmannshaus aus dem letzten Jahrhundert, das von der Familie Sibirjakow gebaut und bewohnt wurde. In den 30er Jahren wurde für das Haus des Generalgouverneurs gepachtet. Der Autor des Weißen Hauses ist ein moderner St. Petersburger Architekt.“